# Luca Manzoli
Luca Manzoli, O. Hum. (Pontorme, cerca de 1331 – Florença, 14 de setembro de 1411) foi um monge e cardeal florentino da Igreja Católica, que foi bispo de Fiesole.

## Biografia
Entrou para a Ordem dos Humiliati no Mosteiro de Ognissanti, em Florença e era Magister em teologia. Tornou-se um famoso professor de teologia sacra e foi abade ou superior do mosteiro de Ognissanti em Florença.
Eleito bispo de Fiesole em 24 de agosto de 1408, nada se sabe sobre a sua ordenação episcopal, e renunciou a sé no final do ano.
Foi criado cardeal pelo Papa Gregório XII no consistório de 19 de setembro de 1408, recebendo o título de cardeal-presbítero de São Lourenço em Lucina.
Nomeado legado para Florença e seu distrito e no condado de Città di Castello em 27 de outubro de 1408. Foi  privado da dignidade cardinalícia pelo Papa Gregório XII por ter participado do Concílio de Pisa, onde ajudou a eleger o antipapa Alexandre V em 26 de junho de 1409.
Morreu em 14 de setembro de 1411 e foi sepultado no Mosteiro de Ognissanti.